# Sandyknowes Roundabout

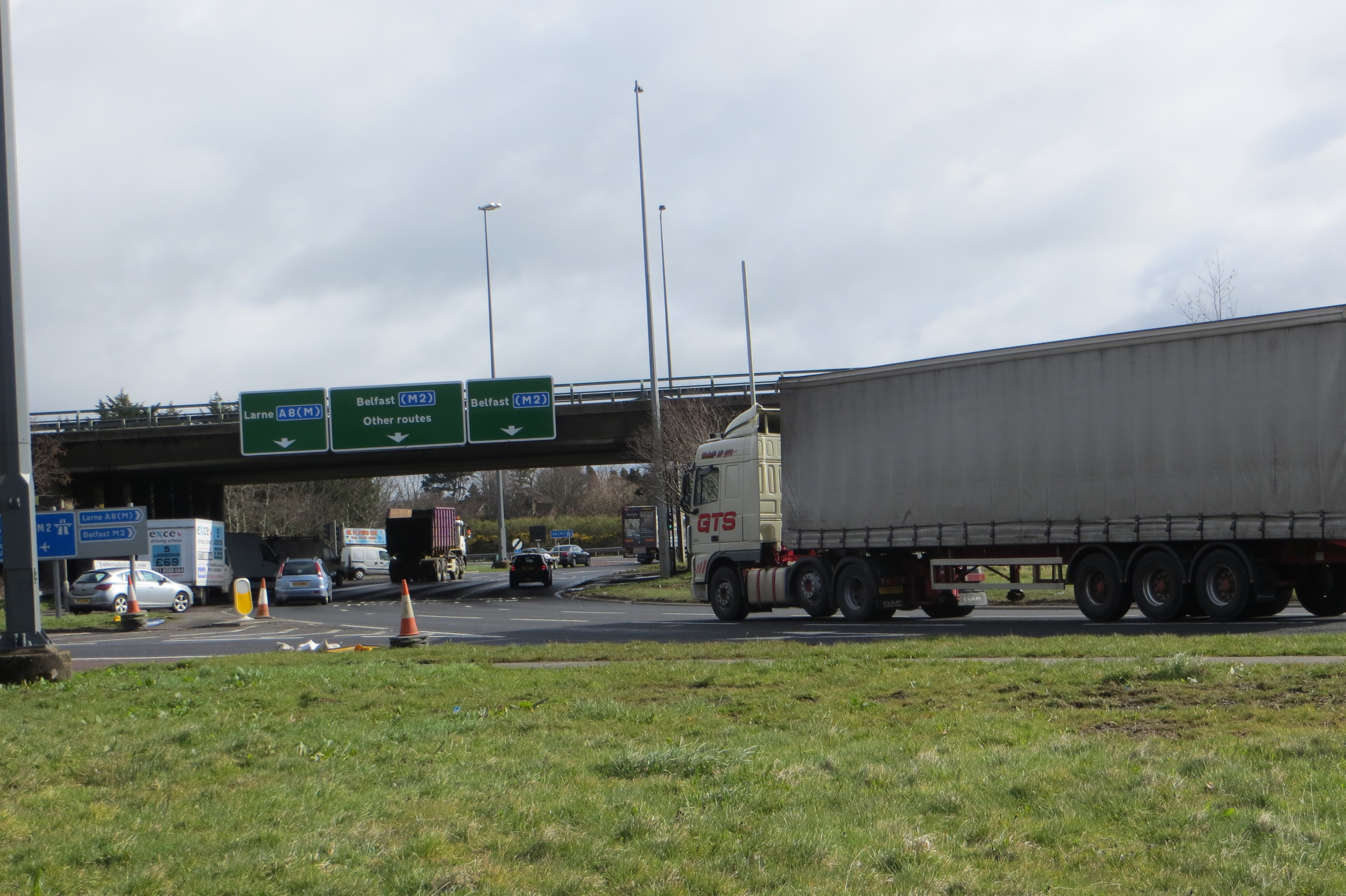
Der Kreisverkehr mit der über ihn hinwegführenden Brücke der M2

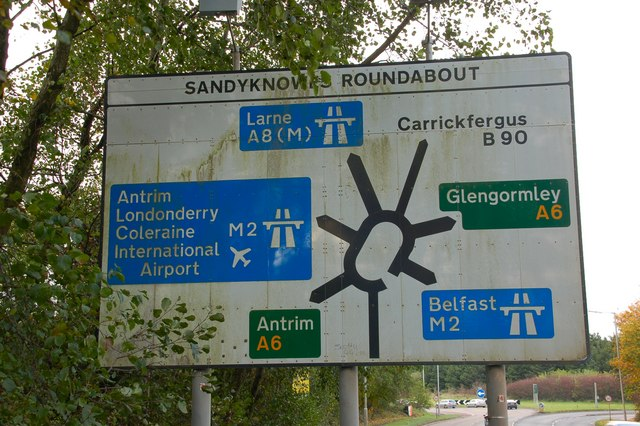
Wegweiser an der Straße von Mallusk

Der Sandyknowes Roundabout ist ein Verkehrskreisel am nordwestlichen Rand des Verdichtungsraumes rund um die nordirische Hauptstadt Belfast.

## Lage
Der Kreisverkehr liegt zwischen den Ortschaften Carnmoney, Glengormley und Mallusk am westlichen Rand der geschlossenen Bebauung des ehemaligen Borough von Newtownabbey und somit im Distrikt Antrim and Newtownabbey.

## Bedeutung
Am Sandyknowes Roundabout treffen sich die Autobahn A8(M), die Fernstraße A6, die Regionalstraße B 90 sowie eine Lokalstraße nach Mallusk. Mit einer Brücke wird die Autobahn M2 über den Kreisel hinweg geleitet. In beide Richtungen führen Rampen von und zum Kreisel, er ist damit gleichzeitig Teil der Autobahnabfahrt Nummer 4. Mit seinen insgesamt sieben Zu- und sieben Abfahrten gilt er als einer der am stärksten belasteten Verkehrsknotenpunkte des Landes. Eine Entlastung durch den Bau von direkten Verbindungen zwischen der A8(M) und der M2 von und nach Richtung Belfast befindet sich seit August 2015 im vorbereitenden Planungsstadium.

## Geschichte
Der Sandyknowes Roundabout entstand zeitgleich mit dem Bau der A8(M) sowie des östlich in Richtung Belfast führenden ersten Abschnitts der M2, er wurde wie diese 1966 in Betrieb genommen. Seinen Namen erhielt er von einer unmittelbar nordwestlich gelegenen kleinen Siedlung, die der Errichtung des Bauwerks weichen musste.